# エルナニ (スペイン)
エルナニ(スペイン語: Hernani)は、スペイン・バスク州ギプスコア県のムニシピオ（基礎自治体）。ドノスティアルデアの構成自治体のひとつであり、サン・セバスティアン都市圏に含まれている。

## 地理
ギプスコア県の県都サン・セバスティアンからは南に9.2kmの距離にあり、ウルメア川の左岸に位置する。レンフェ（スペイン国鉄）が運行するセルカニアス サン・セバスティアンのエルナニ駅とエルナニ・セントロ駅があり、サン・セバスティアンの中心駅であるサン・セバスティアン北駅までは3区間または4区間である。

## 歴史
1014年にはエルナニとサン・セバスティアンの境界近くにあった聖セバスティアンの修道院がナバラ王国のサンチョ3世によってレイレ修道院に寄進されている。歴史的にバスク語が話される地域であり、街中ではバスク語とカスティーリャ語の二言語を見ることができる。

## 文化
1990年代にはサン・セバスティアン出身の彫刻家エドゥアルド・チリーダがエルナニに個人美術館であるチリーダ・レク美術館を築いた。レクとはバスク語で「場所」を意味する。屋外彫刻公園として数々の作品が展示されており、2002年に死去したチリーダは美術館の敷地内に埋葬されているが、美術館は経営難に陥って2011年1月に閉館した。

### スポーツ
ラグビーユニオンのチームとして、1965年設立のエルナニCREがある。ディビシオン・デ・オノール（1部）では4回の準優勝経験がある。

## 経済
2001年の産業別従業者比率はサービス業が62%、工業が26%、建設業が10%、農業が1%だった。2005年の失業率は9%とギプスコア県平均より高く、エルナニの1人当たり所得はギプスコア県平均の85%、ドノスティアルデアの90%だった。サン・セバスティアンに近いがベッドタウンではなく、エルナニは独立した経済を持っている。
ウルメア川流域のエルナニ、ランダレ、イバイオンド、スキニャガ、エシアゴ、イバルルセ、ラスタオラ、エペレで構成される多角形の地域には約5kmにわたって複数の工業団地が形成されており、エルナニにはアケレヒ工業団地やエシアゴ工業団地があり、製紙業や化学工業、アルミニウム製材業やリフト製造業などの様々な業種の工場が進出している。1950年に設立された鉄鋼業のペドロ・オルベゴソは約1,500人を雇用していたが、1992年に閉鎖されて地域に大きな影響を及ぼした。

## 政治

### 議会
| 政党                                               | 2015   | 2015 | 2011   | 2011 | 2007   | 2007 | 2003   | 2003 | 1999   | 1999 | 1995   | 1995 | 1991   | 1991 |
| エウスカル・エリア・ビルドゥ (EH Bildu) / ビルドゥ | 45.63% | 9    | 42.91% | 9    | -      | -    | -      | -    | -      | -    | -      | -    | -      | -    |
| バスク民族主義党 (EAJ-PNV)                         | 22.60% | 4    | 17.67% | 3    | 10.99% | 2    | -      | -    | -      | -    | 8.66%  | 1    | 11.97% | 2    |
| オライン・エルナニ! (OH!)                          | 14.71% | 2    | -      | -    | -      | -    | -      | -    | -      | -    | -      | -    | -      | -    |
| バスク社会党 (PSE-EE)                              | 11.75% | 2    | 16.46% | 3    | 15.56% | 3    | 24.76% | 4    | 13.71% | 2    | 14.81% | 3    | 18.84% | 3    |
| 国民党 (PP)                                        | 3.11%  | 0    | 4.09%  | 0    | 5.18%  | 1    | 10.74% | 2    | 6.91%  | 1    | 5.75%  | 1    | 2.87%  | 0    |
| アマイカバット (H1!)                               | -      | -    | 9.11%  | 2    | -      | -    | -      | -    | -      | -    | -      | -    | -      | -    |
| アララール                                         | -      | -    | 4.27%  | 0    | -      | -    | -      | -    | -      | -    | -      | -    | -      | -    |
| バスク統一左翼 (EB-B)                              | -      | -    | 3.07%  | 0    | 9.84%  | 1    | 15.34% | 3    | 4.02%  | 0    | 6.99%  | 1    | -      | -    |
| デノク・イリタル (HD-CP)                           | -      | -    | 0.00%  | 0    | -      | -    | -      | -    | -      | -    | -      | -    | -      | -    |
| バスク民族主義行動 (EAE-ANV)                       | -      | -    | -      | -    | 46.03% | 8    | -      | -    | -      | -    | -      | -    | -      | -    |
| バスク連帯 (EA)                                    | -      | -    | -      | -    | 10.37% | 2    | -      | -    | -      | -    | 24.01% | 4    | 16.04% | 3    |
| バスク民族主義党/バスク連帯 (PNV/EA)               | -      | -    | -      | -    | -      | -    | 45.46% | 8    | 25.84% | 5    | -      | -    | -      | -    |
| バスク市民 (EH) / エリ・バタスナ (HB)              | -      | -    | -      | -    | -      | -    | -      | -    | 48.14% | 9    | 37.92% | 7    | 36.02% | 7    |
| エウスカディコ・エスケラ (EE)                      | -      | -    | -      | -    | -      | -    | -      | -    | -      | -    | -      | -    | 7.52%  | 1    |
| LKI - EMK                                          | -      | -    | -      | -    | -      | -    | -      | -    | -      | -    | -      | -    | 5.39%  | 1    |

## 人口
| エルナニ (スペイン)の人口推移 1900－2007                |
|                                                         |
| 出典:INE（スペイン国立統計局）1900年 - 1991年、1996年 - |

## 出身人物
- フアン・デ・ウルビエタ - 16世紀の軍人。
- アグスティン・デ・カルダベラス – 18世紀のカトリック聖職者。
- ホセ・マヌエル・ルハンビオ - ベルチョラリツァの歌い手。1936年のバスク地域優勝者。
- ガブリエル・セラージャ – 詩人。
- ハビエル・アダラガ – バスク・ペロータ選手。
- セラレオ・ガバライン – バスク・ペロータ選手。
- フアン・バウティスタ・バジェホ – 自転車競技選手。
- フアン・バウティスタ・アダラガ – 自転車競技選手。
- パシエギート – サッカー選手。スペイン代表。

## 公式サイト
- 公式ウェブサイト（スペイン語）（バスク語）